# Herniosina pollex
Herniosina pollex är en tvåvingeart som beskrevs av Rohacek 1993. Herniosina pollex ingår i släktet Herniosina och familjen hoppflugor.
Artens utbredningsområde är Slovakien. Inga underarter finns listade i Catalogue of Life.